# Championnat de la CONCACAF des moins de 20 ans 2017
Navigation
Championnat CONCACAF 2015 Championnat CONCACAF 2018
Le Championnat de la CONCACAF des moins de 20 ans 2017, vingt-sixième édition du Championnat d'Amérique du Nord, centrale et Caraïbe de football des moins de 20 ans, réunit douze sélections de football d'Amérique du Nord, d'Amérique centrale et des Caraïbes affiliées à la CONCACAF. La compétition se déroule au Costa Rica du 17 février 2017 au 5 mars 2017.
La compétition sert aussi de phase qualificative pour quatre équipes pour la Coupe du monde des moins de 20 ans 2017, tenue en Corée du Sud du 20 mai au 11 juin 2017. Les États-Unis remportent leur premier titre en battant le Honduras en finale. En plus de ces deux équipes, le Mexique et le Costa Rica sont également qualifiés pour la Coupe du monde des moins de 20 ans 2017. De plus, les deux meilleures sélections caribéennes sont qualifiées pour les Jeux d'Amérique centrale et des Caraïbes de 2018, à savoir Trinité-et-Tobago et Haïti.

## Équipes qualifiées
| Pays                       | Qualification                            | Date                    | Participations                                                                                | Meilleur résultat           | Dernière participation (résultat obtenu) |
| NAFU (Amérique du Nord)    | NAFU (Amérique du Nord)                  | NAFU (Amérique du Nord) | NAFU (Amérique du Nord)                                                                       | NAFU (Amérique du Nord)     | NAFU (Amérique du Nord)                  |
| -------------------------- | ---------------------------------------- | ----------------------- | --------------------------------------------------------------------------------------------- | --------------------------- | ---------------------------------------- |
| Canada                     | Automatique                              |                         | +20,                                                                                          | Vainqueur (2) · 1986, 1996  | 2015 (Neuvième)                          |
| Mexique                    | Automatique                              | +25,                    | Vainqueur (13) · 1962, 1970, 1973, 1974, 1976, 1978, 1980, 1984, 1990, 1992, 2011, 2013, 2015 | 2015 (Vainqueur)            |                                          |
| États-Unis                 | Automatique                              | +23,                    | Finaliste (5) · 1980, 1982, 1986, 1992, 2009, 2013                                            | 2015 (Troisième)            |                                          |
| UNCAF (Amérique centrale)  |                                          |                         |                                                                                               |                             |                                          |
| Costa Rica                 | Hôte                                     | 22 avril 2016           | +19,                                                                                          | Vainqueur (2) · 1988, 2009  | 2013 (Septième)                          |
| Honduras                   | Tournoi qualificatif d'Amérique centrale | 16 juillet 2016         | +18,                                                                                          | Vainqueur (2) · 1982, 1994  | 2015 (Quatrième)                         |
| Salvador                   | Tournoi qualificatif d'Amérique centrale | 16 juillet 2016         | +16,                                                                                          | Vainqueur (1) · 1964        | 2015 (Sixième)                           |
| Panama                     | Tournoi qualificatif d'Amérique centrale | 16 juillet 2016         | +10,                                                                                          | Finaliste (1) · 2015        | 2015 (Finaliste)                         |
| CFU (Caraïbe)              |                                          |                         |                                                                                               |                             |                                          |
| Antigua-et-Barbuda         | Tournoi qualificatif caribéen            | 25 octobre 2016         | +3,                                                                                           | Premier tour (2) 1980, 1986 | 1986 (Premier tour)                      |
| Bermudes                   | Tournoi qualificatif caribéen            | 25 octobre 2016         | +12,                                                                                          | Second tour (2) 1974, 1980  | 1992 (Premier tour)                      |
| Haïti                      | Tournoi qualificatif caribéen            | 26 octobre 2016         | +8,                                                                                           | Cinquième (2) 2003, 2007    | 2015 (Dixième)                           |
| Trinité-et-Tobago          | Tournoi qualificatif caribéen            | 26 octobre 2016         | +19,                                                                                          | Deuxième (1) · 1990         | 2015 (Septième)                          |
| Saint-Christophe-et-Niévès | Tournoi qualificatif caribéen            | 25 octobre 2016         | +2,                                                                                           | Septième (1) 2007           | 2007 (Septième)                          |

## Villes et stades
Le 22 avril 2016, la CONCACAF annonce que le Costa Rica est désigné comme le pays hôte de l'édition 2017 du championnat.
| San José |                        |
| Stade national du Costa Rica | Stade Ricardo Saprissa |
| Capacité : 35 175 | Capacité : 23 112      |
| |                        |
| [[Fichier:Costa_Rica_location_map.svg\|300px\|{{#if:\|{{{alt}}}\|Championnat de la CONCACAF des moins de 20 ans 2017 est dans la page Costa Rica.]]San José Championnat de la CONCACAF des moins de 20 ans 2017 (Costa Rica) |                        |

## Format de la compétition
Une nouvelle fois, le format de la compétition évolue. Après deux groupes de six équipes en 2015, pour l'édition 2017, une phase de groupes composée de trois poules de quatre équipes permet de déterminer les six équipes qui rejoindront la phase de classement. Les deux premières équipes de chaque groupe sont donc qualifiées pour la phase de classement. Cette dernière est composée de deux groupes de trois équipes. La meilleure équipe de chaque poule accède à la finale tout en se qualifiant pour la Coupe du monde, accompagnée de son dauphin, pour un total de quatre équipes qualifiées pour l'épreuve reine en Corée du Sud. La finale permet de couronner un champion régional.

## Tirage au sort
Le tirage au sort a lieu le 29 novembre 2016 au Stade national du Costa Rica de San José au Costa Rica.
En tant que tenant du titre, le Mexique est positionné en première position dans le chapeau 1. Les États-Unis, meilleure équipe de la CONCACAF à la Coupe du monde 2015, héritent du deuxième rang dans le chapeau 1. Le Costa Rica est directement assigné au troisième niveau du chapeau 1 en raison de son statut d'hôte de la compétition. Les autres équipes qualifiées sont réparties dans les chapeaux 2 à 4 en fonction de critères géographiques et compétitifs afin d'équilibrer les groupes.
Répartition des équipes avant le tirage au sort
| Équipe        |
| ------------- |
| Mexique T     |
| États-Unis    |
| Costa Rica PO |

| Équipe   |
| -------- |
| Panama   |
| Honduras |
| Salvador |

| Équipe            |
| ----------------- |
| Canada            |
| Trinité-et-Tobago |
| Haïti             |

| Équipe                     |
| -------------------------- |
| Antigua-et-Barbuda         |
| Bermudes                   |
| Saint-Christophe-et-Niévès |

Légende :

PO : Pays organisateur
T : Tenant du titre

## Compétition

### Phase de groupes
Les deux meilleures équipes de chaque groupe se qualifient pour la phase de classement.

#### Groupe A
|   | Équipe             | Pts | J | G | N | P | Bp | Bc | Diff |
| - | ------------------ | --- | - | - | - | - | -- | -- | ---- |
| 1 | Mexique            | 9   | 3 | 3 | 0 | 0 | 9  | 0  | +9   |
| 2 | Honduras           | 6   | 3 | 2 | 0 | 1 | 5  | 2  | +3   |
| 3 | Canada             | 3   | 3 | 1 | 0 | 2 | 2  | 6  | -4   |
| 4 | Antigua-et-Barbuda | 0   | 3 | 0 | 0 | 3 | 1  | 9  | -8   |

| Journée 1       | Honduras    | 1 - 0   | Canada | Stade Ricardo Saprissa, San José |                         |
| 17 février 2017 | Álvarez 77e | (0 - 0) |        | Arbitrage : Óscar Reyna          | Arbitrage : Óscar Reyna |
| 17 février 2017 | Rapport     |         |        | Arbitrage : Óscar Reyna          | Arbitrage : Óscar Reyna |

| Journée 1       | Mexique                             | 3 - 0   | Antigua-et-Barbuda | Stade Ricardo Saprissa, San José |                           |
| 17 février 2017 | Cisneros 2e 45+1e · Allen 15e (csc) | (3 - 0) |                    | Arbitrage : Javier Santos        | Arbitrage : Javier Santos |
| 17 février 2017 | Rapport                             |         |                    | Arbitrage : Javier Santos        | Arbitrage : Javier Santos |

| Journée 2       | Antigua-et-Barbuda | 1 - 4   | Honduras                                                        | Stade national du Costa Rica, San José |                          |
| 20 février 2017 | Wildin 57e         | (0 - 1) | 8e (csc) Jar. Stevens · 47e Martínez · 60e Vuelto · 83e Álvarez | Arbitrage : Jafeth Perea               | Arbitrage : Jafeth Perea |
| 20 février 2017 | Rapport            |         |                                                                 | Arbitrage : Jafeth Perea               | Arbitrage : Jafeth Perea |

| Journée 2       | Mexique                                                      | 5 - 0   | Canada | Stade national du Costa Rica, San José |                          |
| 20 février 2017 | Córdova 36e · Cisneros 40e 65e · Zamudio 82e · Aguirre 90+2e | (2 - 0) |        | Arbitrage : Marlon Mejía               | Arbitrage : Marlon Mejía |
| 20 février 2017 | Rapport                                                      |         |        | Arbitrage : Marlon Mejía               | Arbitrage : Marlon Mejía |

| Journée 3       | Antigua-et-Barbuda | 0 - 2   | Canada                   | Stade Ricardo Saprissa, San José |                         |
| 23 février 2017 |                    | (0 - 1) | 23e Twardek · 90e Hundal | Arbitrage : Óscar Reyna          | Arbitrage : Óscar Reyna |
| 23 février 2017 | Rapport            |         |                          | Arbitrage : Óscar Reyna          | Arbitrage : Óscar Reyna |

| Journée 3       | Mexique      | 1 - 0   | Honduras | Stade Ricardo Saprissa, San José |                           |
| 23 février 2017 | Cisneros 67e | (0 - 0) |          | Arbitrage : Ismail Elfath        | Arbitrage : Ismail Elfath |
| 23 février 2017 | Rapport      |         |          | Arbitrage : Ismail Elfath        | Arbitrage : Ismail Elfath |

#### Groupe B
|   | Équipe                     | Pts | J | G | N | P | Bp | Bc | Diff |
| - | -------------------------- | --- | - | - | - | - | -- | -- | ---- |
| 1 | Panama                     | 9   | 3 | 3 | 0 | 0 | 8  | 1  | +7   |
| 2 | États-Unis                 | 6   | 3 | 2 | 0 | 1 | 8  | 3  | +5   |
| 3 | Haïti                      | 3   | 3 | 1 | 0 | 2 | 7  | 8  | -1   |
| 4 | Saint-Christophe-et-Niévès | 0   | 3 | 0 | 0 | 3 | 2  | 13 | -11  |

| Journée 1       | Saint-Christophe-et-Niévès | 1 - 5   | Haïti                                                            | Stade Ricardo Saprissa, San José |                          |
| 18 février 2017 | Sutton 54e                 | (0 - 2) | 5e Sanon · 24e Chevreuil · 48e Campoy · 86e Désiré · 90+4e Damus | Arbitrage : Drew Fischer         | Arbitrage : Drew Fischer |
| 18 février 2017 | Rapport                    |         |                                                                  | Arbitrage : Drew Fischer         | Arbitrage : Drew Fischer |

| Journée 1       | États-Unis | 0 - 1   | Panama       | Stade Ricardo Saprissa, San José |                            |
| 18 février 2017 |            | (0 - 1) | 37e L. Ávila | Arbitrage : Armando Castro       | Arbitrage : Armando Castro |
| 18 février 2017 | Rapport    |         |              | Arbitrage : Armando Castro       | Arbitrage : Armando Castro |

| Journée 2       | Panama                                               | 4 - 0   | Saint-Christophe-et-Niévès | Stade national du Costa Rica, San José |                            |
| 21 février 2017 | Andrade 39e · L. Ávila 48e · R. Ávila 57e (pen.) 65e | (1 - 0) |                            | Arbitrage : Henry Bejarano             | Arbitrage : Henry Bejarano |
| 21 février 2017 | Rapport                                              |         |                            | Arbitrage : Henry Bejarano             | Arbitrage : Henry Bejarano |

| Journée 2       | États-Unis                                  | 4 - 1   | Haïti    | Stade national du Costa Rica, San José |                             |
| 21 février 2017 | Lennon 28e (pen.) 53e 58e · de la Torre 52e | (1 - 1) | 15e Dédé | Arbitrage : Valdin Legister            | Arbitrage : Valdin Legister |
| 21 février 2017 | Rapport                                     |         |          | Arbitrage : Valdin Legister            | Arbitrage : Valdin Legister |

| Journée 3       | Panama                                        | 3 - 1   | Haïti      | Stade Ricardo Saprissa, San José |                            |
| 24 février 2017 | R. Ávila 12e (pen.) 73e (pen.) · L. Ávila 88e | (1 - 1) | 36e Désiré | Arbitrage : Armando Castro       | Arbitrage : Armando Castro |
| 24 février 2017 | Rapport                                       |         |            | Arbitrage : Armando Castro       | Arbitrage : Armando Castro |

| Journée 3       | États-Unis                               | 4 - 1   | Saint-Christophe-et-Niévès | Stade Ricardo Saprissa, San José |                          |
| 24 février 2017 | Lennon 16e · Lewis 20e · Saucedo 35e 41e | (4 - 0) | 77e Martin                 | Arbitrage : Marlon Mejía         | Arbitrage : Marlon Mejía |
| 24 février 2017 | Rapport                                  |         |                            | Arbitrage : Marlon Mejía         | Arbitrage : Marlon Mejía |

#### Groupe C
|   | Équipe            | Pts | J | G | N | P | Bp | Bc | Diff |
| - | ----------------- | --- | - | - | - | - | -- | -- | ---- |
| 1 | Salvador          | 6   | 3 | 2 | 0 | 1 | 5  | 3  | +2   |
| 2 | Costa Rica        | 6   | 3 | 2 | 0 | 1 | 3  | 2  | +1   |
| 3 | Trinité-et-Tobago | 4   | 3 | 1 | 1 | 1 | 3  | 3  | 0    |
| 4 | Bermudes          | 1   | 3 | 0 | 1 | 2 | 3  | 6  | -3   |

| Journée 1       | Bermudes | 1 - 1   | Trinité-et-Tobago | Stade Ricardo Saprissa, San José  |                                   |
| 19 février 2017 | Lowe 69e | (0 - 1) | 23e St. Hillaire  | Arbitrage : Erick Miranda Galindo | Arbitrage : Erick Miranda Galindo |
| 19 février 2017 | Rapport  |         |                   | Arbitrage : Erick Miranda Galindo | Arbitrage : Erick Miranda Galindo |

| Journée 1       | Costa Rica | 0 - 1   | Salvador      | Stade Ricardo Saprissa, San José |                           |
| 19 février 2017 |            | (0 - 0) | 65e Domínguez | Arbitrage : Ismail Elfath        | Arbitrage : Ismail Elfath |
| 19 février 2017 | Rapport    |         |               | Arbitrage : Ismail Elfath        | Arbitrage : Ismail Elfath |

| Journée 2       | Salvador                                  | 3 - 1   | Bermudes     | Stade national du Costa Rica, San José |                              |
| 22 février 2017 | Domínguez 21e · Castillo 65e · Rivera 67e | (1 - 0) | 75e Burchall | Arbitrage : Melvin Matamoros           | Arbitrage : Melvin Matamoros |
| 22 février 2017 | Rapport                                   |         |              | Arbitrage : Melvin Matamoros           | Arbitrage : Melvin Matamoros |

| Journée 2       | Costa Rica | 1 - 0   | Trinité-et-Tobago | Stade national du Costa Rica, San José |                            |
| 22 février 2017 | Leal 54e   | (0 - 0) |                   | Arbitrage : Kevin Morrison             | Arbitrage : Kevin Morrison |
| 22 février 2017 | Rapport    |         |                   | Arbitrage : Kevin Morrison             | Arbitrage : Kevin Morrison |

| Journée 3       | Salvador      | 1 - 2   | Trinité-et-Tobago               | Stade national du Costa Rica, San José |                                   |
| 25 février 2017 | Contreras 50e | (0 - 0) | 47e Mitchell · 72e St. Hillaire | Arbitrage : Erick Miranda Galindo      | Arbitrage : Erick Miranda Galindo |
| 25 février 2017 | Rapport       |         |                                 | Arbitrage : Erick Miranda Galindo      | Arbitrage : Erick Miranda Galindo |

| Journée 3       | Costa Rica                  | 2 - 1   | Bermudes | Stade national du Costa Rica, San José |                          |
| 25 février 2017 | Tyrell 43e (csc) · Leal 50e | (1 - 1) | 26e Lowe | Arbitrage : Drew Fischer               | Arbitrage : Drew Fischer |
| 25 février 2017 | Rapport                     |         |          | Arbitrage : Drew Fischer               | Arbitrage : Drew Fischer |

### Phase de classement
Les deux meilleures équipes de chaque groupe se qualifient pour la Coupe du monde de 2017 tandis que les premiers de groupe s'affrontent en finale pour le titre.

#### Groupe A
|   | Équipe     | Pts | J | G | N | P | Bp | Bc | Diff |
| - | ---------- | --- | - | - | - | - | -- | -- | ---- |
| 1 | États-Unis | 6   | 2 | 2 | 0 | 0 | 3  | 1  | +2   |
| 2 | Mexique    | 3   | 2 | 1 | 0 | 1 | 6  | 2  | +4   |
| 3 | Salvador   | 0   | 2 | 0 | 0 | 2 | 2  | 8  | -6   |

| Journée 1       | États-Unis       | 1 - 0   | Mexique | Stade Ricardo Saprissa, San José |                              |
| 27 février 2017 | Palmer-Brown 29e | (1 - 0) |         | Arbitrage : Melvin Matamoros     | Arbitrage : Melvin Matamoros |
| 27 février 2017 | Rapport          |         |         | Arbitrage : Melvin Matamoros     | Arbitrage : Melvin Matamoros |

| Journée 2     | Mexique                                                                  | 6 - 1   | Salvador     | Stade national du Costa Rica, San José |                            |
| 1er mars 2017 | Antuna 10e 16e 89e · Ayala 17e (csc) · Aguirre 33e · Cisneros 78e (pen.) | (4 - 0) | 65e Castillo | Arbitrage : Henry Bejarano             | Arbitrage : Henry Bejarano |
| 1er mars 2017 | Rapport                                                                  |         |              | Arbitrage : Henry Bejarano             | Arbitrage : Henry Bejarano |

| Journée 3   | États-Unis                 | 2 - 1   | Salvador    | Stade national du Costa Rica, San José |                          |
| 3 mars 2017 | Sabbi 18e · Williamson 25e | (2 - 1) | 35e Márquez | Arbitrage : Jafeth Perea               | Arbitrage : Jafeth Perea |
| 3 mars 2017 | Rapport                    |         |             | Arbitrage : Jafeth Perea               | Arbitrage : Jafeth Perea |

#### Groupe B
|   | Équipe     | Pts | J | G | N | P | Bp | Bc | Diff |
| - | ---------- | --- | - | - | - | - | -- | -- | ---- |
| 1 | Honduras   | 6   | 2 | 2 | 0 | 0 | 4  | 1  | +3   |
| 2 | Costa Rica | 1   | 2 | 0 | 1 | 1 | 2  | 3  | -1   |
| 3 | Panama     | 1   | 2 | 0 | 1 | 1 | 1  | 3  | -2   |

| Journée 1       | Panama  | 0 - 2   | Honduras                | Stade Ricardo Saprissa, San José |                           |
| 27 février 2017 |         | (0 - 1) | 6e Vuelto · 81e Álvarez | Arbitrage : Ismail Elfath        | Arbitrage : Ismail Elfath |
| 27 février 2017 | Rapport |         |                         | Arbitrage : Ismail Elfath        | Arbitrage : Ismail Elfath |

| Journée 2     | Honduras                  | 2 - 1   | Costa Rica | Stade national du Costa Rica, San José |                                   |
| 1er mars 2017 | Maldonado 49e · Grant 70e | (0 - 0) | 47e Reyes  | Arbitrage : Erick Miranda Galindo      | Arbitrage : Erick Miranda Galindo |
| 1er mars 2017 | Rapport                   |         |            | Arbitrage : Erick Miranda Galindo      | Arbitrage : Erick Miranda Galindo |

| Journée 3       | Panama         | 1 - 1   | Costa Rica | Stade national du Costa Rica, San José |                          |
| 27 février 2017 | Hinestroza 57e | (0 - 1) | 9e Leal    | Arbitrage : Drew Fischer               | Arbitrage : Drew Fischer |
| 27 février 2017 | Rapport        |         |            | Arbitrage : Drew Fischer               | Arbitrage : Drew Fischer |

### Finale
| 5 mars 2017                                   | États-Unis        | 0 - 0                               | Honduras | Stade national du Costa Rica, San José |                            |
|                                               |                   | (0 - 0)                             |          | Arbitrage : Henry Bejarano             | Arbitrage : Henry Bejarano |
|                                               | Rapport           |                                     |          | Arbitrage : Henry Bejarano             | Arbitrage : Henry Bejarano |
| Lennon · Craft · Sabbi · de la Torre · Acosta | Tirs au but 5 - 3 | Álvarez · Martínez · Grant · Flores |          | Arbitrage : Henry Bejarano             | Arbitrage : Henry Bejarano |

| Vainqueur du Championnat de la CONCACAF des moins de 20 ans 2017 États-Unis 1er titre |